# Anna Magdalena z Lobkovic
Anna Magdalena z Lobkovic, též z Lobkowicz (v němčině Anna Magdalene von Lobkowitz, 20. července 1609, Bílina - 7. září 1668, Praha) byla česká šlechtična z českého rodu Lobkoviců, provdaná vévodkyně sasko-lauenburská.

## Život
Narodila se jako dcera Viléma mladšího Popela z Lobkovic (1583-1647) a jeho manželky Benigny Kateřiny z Lobkovic (1594-1653)

## Manželství a potomci
Anna Magdalena byla dvakrát vdaná. V prvním manželství za Zbyňka Leopolda Novohradského z Kolovrat, který však roku 1630 zemřel. Dne 18. srpna 1632 se ve Vídni provdala podruhé, za česko-saského šlechtice Julia Jindřicha (1586-1665), syna vévody Františka Erdmana II. Sasko-Lauenburského (1547-1619) a jeho druhé manželky princezny Marie Brunšvicko-Lüneburské (1566-1626). 
Její manžel Julius Jindřich Sasko-Lauenburský byl předtím již dvakrát ženat, poprvé s Annou Východofrískou (1562–1621) a poté s Alžbětou Žofií Braniborskou (1589–1629). 
Z manželství Julia Jindřicha a Anny Magdaleny se narodilo několik dětí, z nichž jen dvě se dožily dospělosti:
- Julius Jindřich (1633–1634)
- Františka (*/† 1634)
- Marie Benigna (1635-1701), provdaná za Octavia Piccolominiho
- František Vilém (*/† 1639)
- Františka Alžběta (*/† 1640)
- Julius František (1641-1689), ženatý s Hedvikou Falcko-Sulcbašskou (1650-1681).